# آيت ويزلن (تسكدلت)
آيت ويزلن هي إحدى مشيخات المملكة المغربية، تتبع جغرافيا لإقليم شتوكة آيت باها وإداريًا لتسكدلت. يقدر عدد سكانها بـ 773 نسمة حسب الإحصاء الرسمي للسكان والسكنى لسنة 2004.